# Phonation

Image animée montrant les cordes vocales en mouvement lors de la phonation.

La phonation est la production des phones ou sons propres à la langue parlée.
L'être humain produit un son dans son conduit vocal en chassant l'air de ses poumons (en expirant) ; cet air passe au travers des cordes vocales puis de la cavité buccale ou de la cavité nasale.
Les caractéristiques sonores produites sont contrôlées par le débit d'air expiré, la tension sur les cordes vocales, et la forme du conduit vocal (langue, bouche, mâchoire).
On distingue les différents sons par plusieurs caractéristiques. Pour les consonnes :
- le mode d'articulation (occlusif, fricatif, etc.) ;
- le point d'articulation (lèvres, langue, dents, voile du palais, etc.) ;
- la vocalisation (voisée ou sourde),

et pour les voyelles :
- le degré d'ouverture (taille de l'espace laissé entre la langue et le palais) ;
- le point d'articulation (en avant ou en arrière de la cavité buccale) ;
- la forme des lèvres (arrondies ou non-arrondies).

## Appareil phonatoire
L'appareil phonatoire est l'ensemble des organes humains de la phonation.

## Fonctions phonatoires élémentaires

### Souffle
La respiration est vitale. Qui inspire un air bien oxygéné, puis expire l'air vicié chargé de gaz carbonique, permet l'hématose dans les poumons. La contraction du diaphragme gonfle la cage thoracique, et partant les poumons qui inspirent, la rétraction de ce muscle comprime les poumons qui soufflent alors l'air, par les bronches et la trachée, vers la gorge. Involontaire, cette ventilation pulmonaire est réglée par des réflexes du bulbe rachidien, à raison de seize mouvements par minute lors d'une respiration calme.
Une maîtrise consciente et volontaire de la respiration permet de modifier la durée du souffle de l'haleine (ce souffle sera long ou court), son intensité (souffle fort ou faible), éventuellement son arrêt par suspension de l'haleine (apnée), ou par rétention du souffle (conséquence d'une occlusion dans la gorge, la bouche, ou le nez).
La respiration qui porte une voix peut alors chanter, et parler, pour exprimer des sentiments et des pensées.

### Vibration
Pour passer de la trachée au gosier, le souffle traverse les cordes vocales. Si celles-ci restent inertes à son passage, l'haleine s'exhale en silence (ou permet un chuchotement). Mais si le souffle rencontre une glotte fermée, il force son expiration et les cordes vocales, qui vibrent sous l'effort, communiquent à l'air un mouvement vibratoire qui génère un son. La hauteur musicale du son, grave ou aigu, dépend de la fréquence de ces vibrations. Les cordes vocales qui vibrent, et produisent ainsi des phonèmes sonores, sont mobiles ; lorsqu'elles restent immobiles, leur inertie permet au souffle d'exprimer des phonèmes sourds.

### Résonance et timbre
Sonore ou silencieux, le souffle traverse le canal vocal qui s'étend de la glotte jusqu'aux lèvres et aux narines. Il peut emprunter trois conduits, les cavités gutturale, buccale, et nasale. Lorsque le voile du palais se relève et ferme l'accès aux fosses nasales, le canal vocal est gutturo-buccal (il traverse le gosier et la bouche). Si le voile du palais s'abaisse, empêchant l'expiration par la bouche, le canal vocal est gutturo-nasal (il traverse les conduits de la gorge et du nez).
Le souffle sonore résonne dans le canal vocal qu'il emprunte, et s'y charge d'harmoniques qui enrichissent d'un timbre particulier le son fondamental qu'il porte. Les phones élémentaires de la langue se distinguent les uns des autres par la qualité de leur timbre spécifique.
Des changements de positions (relatives) de la langue, des dents, du palais et des lèvres, modifient le volume et la forme du canal vocal. Cette configuration du résonnateur gutturo-buccal, qui détermine le timbre des sons de la voix, varie donc en fonction de la zone d'articulation des organes de la phonation et du degré d'aperture de la bouche.

### Articulation
L'articulation est le rapprochement, au long du canal vocal, d'un organe pointeur et d'une zone pointée.
Organes pointeurs : la lèvre inférieure, la langue et la partie avant du gosier servent de pointeurs qui visent différents points d'articulation. On parlera d'articulation labiale, linguale, ou gutturale, selon l'organe pointeur utilisé.
Zones pointées : de la glotte aux lèvres le canal vocal longe, dans l'arrière gorge et le dessus de la bouche, diverses zones d'articulation situées autour des points d'articulation suivants : la glotte, le pharynx, la luette et le voile du palais d'une part, le palais, les alvéoles dentaires, les dents et la lèvre supérieure d'autre part. On qualifiera l'articulation de postérieure (glottale, pharyngale, vélaire) ou d'antérieure (palatale, alvéolaire, dentale, labiale) selon le point d'articulation visé.
Les techniques d'analyse du phénomène articulatoire ont été notamment la kymographie, qui permet l'enregistrement graphique des mouvements à l'aide d'un kymographe, et la palatographie ; aujourd'hui la radiocinématographie permet d'étudier le phénomène d'une manière dynamique.